# La Benâte
La Benâte korábbi község Franciaországban, Charente-Maritime megyében. Lakosainak száma 393 fő (2018. január 1.). La Benâte Courant, Landes, Lozay, Saint-Denis-du-Pin és La Vergne községekkel határos.
2016. január 1-jén Saint-Denis-du-Pin korábbi községgel egyesült és az így létrejött Essouvert új község része lett.

## Népesség
A település népességének változása:
| Lakosok száma | 340  | 316  | 288  | 354  | 402  | 412  | 416  | 411  | 420  | 393  |
|               | 1962 | 1968 | 1982 | 1990 | 1999 | 2008 | 2011 | 2013 | 2017 | 2018 |